# 큰사슴쥐
큰사슴쥐(Peromyscus grandis)는 비단털쥐과에 속하는 설치류의 일종이다. 과테말라에서만 발견된다.

## 특징
몸통 길이는 12.1~15.1cm이고 꼬리 길이는 12.7~17.7cm, 몸무게는 48~82g이다. 발 길이는 2.8~3.5cm, 귀 길이는 2.4~2.6cm이다. 등쪽 털은 굵고 흑갈색을 띠지만 옆구리 쪽은 좀더 황토색을 띤다. 배쪽은 밝은 갈색 털이 덮여 있다. 대부분의 표본은 배쪽이 황갈색을 띤다.

## 분포 및 서식지
과테말라 중부 지역에서 발견된다. 해발 1,200m와 2,700m 사이의 산악 지대에서 서식하고 양치식물과 이끼류가 있는 운무림과 물가 가장자리 또는 분지 지역을 좋아한다.